# Artur Soares Dias
Artur Soares Dias (Vila Nova de Gaia, 1979. július 14.–) portugál nemzetközi labdarúgó-játékvezető.

## Pályafutása

### Nemzeti játékvezetés
A játékvezetői vizsgát 1996-ban tette le. Nemzeti labdarúgó-szövetségének megfelelő játékvezető bizottságai minősítése alapján jutott magasabb osztályokba. 2004-től a 2. Liga, 2006-tól a Liga de Honra játékvezetője. A küldési gyakorlat szerint rendszeres 4. bírói szolgálatot is végez. Első ligás mérkőzéseinek száma: 124 (2015. május 17.).

#### Nemzeti kupamérkőzések
Vezetett kupadöntők száma: 2.

##### Portugál labdarúgó-szuperkupa
| Időpont             | Helyszín               | Mérkőzés típusa | Mérkőzés            | Eredmény | Nézők száma |
| ------------------- | ---------------------- | --------------- | ------------------- | -------- | ----------- |
| 2013. augusztus 10. | Városi Stadion, Aveiro | döntő           | FC Porto–Vitória SC | 3 – 0    | 29 100      |

### Nemzetközi játékvezetés
A Portugál labdarúgó-szövetség Játékvezető Bizottsága (JB) terjesztette fel nemzetközi játékvezetőnek, a Nemzetközi Labdarúgó-szövetség (FIFA) 2010-től tartja nyilván bírói keretében. Minden idők legfiatalabb portugál FIFA játékvezető. Több nemzetek közötti válogatott és Európa-liga klubmérkőzést vezetett, vagy a működő Olegário Benquerença társának UEFA-bajnokok ligája mérkőzésein 4. bíróként segített. Az UEFA JB besorolása szerint 2010-ben 4., 2011-től 2. kategóriás bíró. A portugál nemzetközi játékvezetők rangsorában, a világbajnokság-Európa-bajnokság sorrendjében többedmagával a 23. helyet foglalja el 1 találkozó szolgálatával. Válogatott mérkőzéseinek száma: 2 (2015. március 29.)
| Időpont           | Helyszín                 | Mérkőzés típusa           | Mérkőzés                 | Eredmény | Nézők száma |
| ----------------- | ------------------------ | ------------------------- | ------------------------ | -------- | ----------- |
| 2013. október 11. | Parc des Princes, Párizs | első válogatott mérkőzése | Franciaország–Ausztrália | 6 – 0    | 40 710      |

#### Labdarúgó-világbajnokság

##### U20-as labdarúgó-világbajnokság
Új-Zéland rendezte a 20., a 2015-ös U20-as labdarúgó-világbajnokságot, ahol a FIFA JB bíróként vette igénybe szolgálatát.

###### 2015-ös U20-as labdarúgó-világbajnokság
| Időpont          | Helyszín                                    | Mérkőzés típusa              | Mérkőzés                 | Eredmény | Nézők száma |
| ---------------- | ------------------------------------------- | ---------------------------- | ------------------------ | -------- | ----------- |
| 2015. május 30.  | Regional Stadion, Wellington                | csoportmérkőzés (B. csoport) | Argentína–Panama         | 2 – 2    | 9204        |
| 2015. június 6.  | Waikato Stadion, Hamilton                   | csoportmérkőzés (D. csoport) | Mali–Uruguay             | 1 – 1    | 6791        |
| 2015. június 14. | North Harbour Stadion, Auckland (település) | egyik negyeddöntő            | Egyesült Államok–Szerbia | 0 – 0    | 10 826      |

#### Labdarúgó-Európa-bajnokság

##### U17-es labdarúgó-Európa-bajnokság
Szerbiába rendezték a 2011-es U17-es labdarúgó-Európa-bajnokság nyolcas döntőjét, ahol a FIFA/UEFA JB bíróként foglalkoztatta.

###### 2011-es U17-es labdarúgó-Európa-bajnokság
| Időpont         | Helyszín                      | Mérkőzés típusa              | Mérkőzés              | Eredmény |
| --------------- | ----------------------------- | ---------------------------- | --------------------- | -------- |
| 2011. május 3.  | FK Smederevo Stadion, Szendrő | csoportmérkőzés (B. csoport) | Németország–Hollandia | 0 – 2    |
| 2011. május 9.  | Karađorđe Stadion, Újvidék    | csoportmérkőzés (B. csoport) | Dánia–Franciaország   | 1 – 0    |
| 2011. május 12. | Karađorđe Stadion, Újvidék    | egyik elődöntő               | Hollandia–Anglia      | 1 – 0    |

---
Az európai labdarúgó torna döntőjéhez vezető úton Franciaországba a XV., a 2016-os labdarúgó-Európa-bajnokságra az UEFA JB játékvezetőként foglalkoztatta.

##### 2016-os labdarúgó-Európa-bajnokság

###### Selejtező mérkőzés
| Időpont           | Helyszín                    | Mérkőzés típusa           | Mérkőzés       | Eredmény | Nézők száma |
| ----------------- | --------------------------- | ------------------------- | -------------- | -------- | ----------- |
| 2015. március 29. | Ilie Oană Stadion, Ploiești | előselejtező (F. csoport) | Románia–Feröer | 1 – 0    | 13 898      |

#### Toulon Tournament
Hivatalosan a Tournoi Espoirs de Toulon vagy "Toulon Reménységek Tornája", az U20-sok részére. A tornát 1967-től a Francia labdarúgó-szövetség rendezi. A nemzeti csapatok meghívásos alapon kerülnek a tornára.
| Időpont         | Helyszí                      | Mérkőzés típusa              | Mérkőzés                                         | Eredmény |
| --------------- | ---------------------------- | ---------------------------- | ------------------------------------------------ | -------- |
| 2013. május 28. | Léo-Lagrange Stadion, Toulon | csoportmérkőzés (A. csoport) | Franciaország–Egyesült Államok                   | 4 – 1    |
| 2013. június 1. | Ray Stadion, Nizza           | csoportmérkőzés (A. csoport) | Kongói Demokratikus Köztársaság–Egyesült Államok | 0 – 1    |
| 2013. június 8. | Ray Stadion, Nizza           | döntő                        | Kolumbia–Brazília                                | 0 – 1    |

#### Nemzetközi kupamérkőzések

##### UEFA-bajnokok ligája
| Időpont          | Helyszín                  | Mérkőzés típusa       | Mérkőzés                      | Eredmény | Nézők száma |
| ---------------- | ------------------------- | --------------------- | ----------------------------- | -------- | ----------- |
| 2014. július 15. | Solitude Stadion, Belfast | előselejtező (2. kör) | Cliftonville FC–Debreceni VSC | 0 – 0    | 2000        |